# Pohulanka (Myszków)
Pohulanka (alt. Światowit) – najbardziej uprzemysłowiona dzielnica Myszkowa, przyległa do Starego Myszkowa.

## Historia
Pohulanka to dawna wieś, od 1867 w gminie Włodowice, a od 1 stycznia 1924 w nowo utworzonej gminie Myszków. W latach 1867–1926 należała do powiatu będzińskiego, a od 1927 do zawierciańskiego. W II RP przynależała do woj. kieleckiego. 4 listopada 1933 gminę Myszków podzielono na dziewięć gromad. Wieś Pohulanka ustanowiła gromadę o nazwie Pohulanka w gminie Myszków.
Podczas II wojny światowej włączone do III Rzeszy. Po wojnie gmina Myszków przez bardzo krótki czas zachowała przynależność administracyjną, lecz już 18 sierpnia 1945 roku została wraz z całym powiatem zawierciańskim przyłączone do woj. śląskiego. Według stanu z 1 kwietnia 1949 gmina Myszków podzielona była nadal na pięć gromad: Ciszówka, Mijaczów, Myszków Nowy, Myszków Stary i Pohulanka.
W związku z nadaniem gminie Myszków status miasta 1 stycznia 1950, wieś Pohulanka utraciła swoją samodzielność, stając się obszarem miejskim. Rok później, 1 stycznia 1951, do Myszkowa włączono także pustkowie Pohulanka, które od 1924 roku pozostawało w gminie Włodowice oraz kolonię Pohulanka, należącą do gromady Jaworznik w gminie Żarki.